# Reflecting in Grey Dusk
Reflecting in Grey Dusk è una raccolta best of della doom/death metal band Novembers Doom del 2002. Il disco è un promo distribuito dai Novembers Doom durante il loro American Tour, per promuovere il loro imminente nuovo album.

## Tracce
1. In the Absence of Grace
2. Not the Strong
3. Lost In a Day
4. Silent Tomorrow
5. Harmony Divine
6. Harmony Divine
7. With Rue and Fire
8. Dawn Breaks
9. Amour of the Harp
10. Chorus of Jasmine
11. Revelation (Mother Earth)